# Ligne 4 du tramway de Bruxelles (1905-1968)
Pour les articles homonymes, voir Ligne 4.
La ligne 4 est une ancienne ligne du tramway de Bruxelles qui a fonctionné jusqu'au 18 mars 1968.

## Histoire
Elle est supprimée le 18 mars 1968 lors de la cinquième phase de restructuration du réseau de tramway bruxellois, l'intégralité de son itinéraire est repris par les lignes suivantes, :
- la nouvelle ligne 32 entre la Bourse et la place du Petit Sablon à Bruxelles et entre le carrefour du boulevard Général Jacques avec la rue Adolphe Buyl et la place Wiener à Boitsfort ;
- la nouvelle ligne 92 entre la place du Petit Sablon et la place Louise ;
- la nouvelle ligne 94 entre entre la place Louise et la gare de Boondael.

## Les stations
| Stations                |
| ----------------------- |
| Bourse                  |
| Grand-Place             |
| Bibliothèque            |
| Grand Sablon            |
| Petit Sablon            |
| Poelaert                |
| Louise                  |
| Stéphanie               |
| Defacqz                 |
| Bailli                  |
| Vleurgat                |
| Abbaye                  |
| Legrand                 |
| Cambre-Étoile           |
| Buyl                    |
| ULB                     |
| Solbosch                |
| Marie-José              |
| Boondael Gare           |
| Hippodrome de Boitsfort |
| Coccinelles             |
| Boitsfort Gare          |
| Delleur                 |
| Wiener                  |